# 公務の執行を妨害する罪
公務の執行を妨害する罪（こうむのしっこうをぼうがいするつみ）は、刑法に定められた国家的法益に対する罪で、国家作用に対する罪のうち公務に対する罪の総称。

## 概説
公務の執行に対する罪には刑法第2編第5章に規定される、公務執行妨害罪（刑法95条1項）、職務強要罪（刑法95条2項）、封印等破棄罪（刑法96条）、強制執行妨害目的財産損壊等罪（刑法96条の2）、強制執行行為妨害等罪（刑法96条の3）、強制執行関係売却妨害罪（刑法96条の4）、加重封印等破棄等罪（刑法96条の5）、公契約関係競売等妨害罪（刑法96条の6第1項）、談合罪（刑法96条の6第2項）がある。
これらの類型は2011年6月に成立した情報処理の高度化等に対処するための刑法等の一部を改正する法律（平成23年6月24日法律第74号）による刑法の一部改正に伴うもので、この刑法の一部改正以前は公務執行妨害罪（狭義の公務執行妨害罪、95条1項）、職務強要罪（95条2項）、封印等破棄罪（96条）、強制執行妨害罪（旧96条の2）、競売等妨害罪（旧96条の3第1項）、談合罪（旧96条の3第2項）に類型化されていた。

## 公務執行妨害罪
威力業務妨害に該当する行為を公務員に行なった場合は公務執行妨害になる。
警察における集団語は公妨（こうぼう）。罰金刑については、平成18年（2006年）改正（平成18年5月8日法律第36号）で導入された。

### 保護法益
本罪の保護法益は公務そのものであり、公務員の身体・精神ではない。判例も刑法95条の規定は公務員を特別に保護する趣旨の規定ではなく、公務員によって執行される公務そのものを保護するものであるから日本国憲法第14条に反するものではないとする。

### 行為
本罪の行為は暴行または脅迫である。本罪の暴行が認められるためには、公務員に向けられて有形力が行使されればよく（広義の暴行）、また現実に公務の執行を妨害する必要はない。
本罪は公務員が職務を執行するに当たりなされることを要する。
「公務員」
刑法7条の定義による。法令により公務に従事する職員（みなし公務員）等も本罪の「公務員」に該当するとされる。
「職務を執行するに当たり」
職務を執行中のときだけでなく、これから職務の執行にとりかかろうとするとき、または今まさに職務の執行を終えようとするときが該当する。
職務行為の適法性
規範的構成要件要素。構成要件上明示されていないが、違法な公務を保護する必要はないため、当然に構成要件とされる（書かれざる構成要件要素）。ただし、軽微な手続違背があっただけでは本罪における公務の適法性の要件は損なわれない。適法性の判断基準時については争いがあり、以下のように分類される。
大きく分けて、公務を執行する者の主観による主観説、裁判所の認定による客観説、一般人を基準とする折衷説がある。客観説は更に、行為当時の状況を基に判断する行為時標準説と事後的な要素も全て考慮する裁判時標準説（純粋客観説）に分けられる。判例は、行為時標準説を採っている（最決昭和41年4月14日判時449号64頁）。

## 封印等破棄罪
2011年6月に成立した情報処理の高度化等に対処するための刑法等の一部を改正する法律（平成23年6月24日法律第74号）により、法定刑が2年以下の懲役または20万円以下の罰金から3年以下の懲役もししくは250万円以下の罰金またはその併科に引き上げられた。
本罪の行為は公務員が施した封印もしくは差押えの表示を損壊し、またはその他の方法によりその封印もしくは差押えの表示に係る命令もしくは処分を無効にすることである。旧条文では単に「公務員が施した封印若しくは差押えの表示を損壊し、又はその他の方法で無効にした」ことを処罰対象としていたため、たとえ行為者が命令や処分を知っている場合であっても行為時に有効な封印や差押えの表示が存在しなければ本罪は成立しないとされていた（判例）。このような問題に対処するため、2011年6月に成立した情報処理の高度化等に対処するための刑法等の一部を改正する法律（平成23年6月24日法律第74号）により、その封印もしくは差押えの表示に係る命令もしくは処分を無効にする行為も処罰対象となった。
なお、組織的な犯罪の処罰及び犯罪収益の規制等に関する法律（組織的犯罪処罰法）の適用を受ける場合には、法定刑は5年以下の懲役若しくは500万円以下の罰金又はこれらの併科となる（組織的犯罪処罰法3条）。

## 強制執行妨害目的財産損壊等罪
本罪は2011年6月に成立した情報処理の高度化等に対処するための刑法等の一部を改正する法律（平成23年6月24日法律第74号）により新設された。
なお、組織的な犯罪の処罰及び犯罪収益の規制等に関する法律（組織的犯罪処罰法）の適用を受ける場合には、法定刑は5年以下の懲役若しくは500万円以下の罰金又はこれらの併科となる（組織的犯罪処罰法3条）。

## 強制執行行為妨害等罪
本罪は2011年6月に成立した情報処理の高度化等に対処するための刑法等の一部を改正する法律（平成23年6月24日法律第74号）により新設された。
なお、組織的な犯罪の処罰及び犯罪収益の規制等に関する法律（組織的犯罪処罰法）の適用を受ける場合には、法定刑は5年以下の懲役若しくは500万円以下の罰金又はこれらの併科となる（組織的犯罪処罰法3条）。

## 強制執行関係売却妨害罪
本罪は2011年6月に成立した情報処理の高度化等に対処するための刑法等の一部を改正する法律（平成23年6月24日法律第74号）により新設された。
なお、組織的な犯罪の処罰及び犯罪収益の規制等に関する法律（組織的犯罪処罰法）の適用を受ける場合には、法定刑は5年以下の懲役若しくは500万円以下の罰金又はこれらの併科となる（組織的犯罪処罰法3条）。

## 加重封印等破棄等罪
本罪は2011年6月に成立した情報処理の高度化等に対処するための刑法等の一部を改正する法律（平成23年6月24日法律第74号）により新設された。

## 公契約関係競売等妨害罪
2011年6月に成立した情報処理の高度化等に対処するための刑法等の一部を改正する法律（平成23年6月24日法律第74号）により、法定刑が2年以下の懲役又は250万円以下の罰金から3年以下の懲役若しくは250万円以下の罰金又はその併科に引き上げられた。

## 談合罪
談合行為が詐欺罪を構成するか否かについては争いがあり、大審院がこれを消極に解したことを受けて（大判大正8年2月27日刑録25輯252頁）、昭和16年刑法改正により新設されたものである。2011年6月に成立した情報処理の高度化等に対処するための刑法等の一部を改正する法律（平成23年6月24日法律第74号）により、法定刑が2年以下の懲役または250万円以下の罰金から3年以下の懲役もしくは250万円以下の罰金またはその併科に引き上げられた。

### 主体
本罪は必要的共犯である。公務の執行を妨害する危険のあるような談合であれば成立し、入札参加者の一部の者によって行われようと全部の者によって行われようと談合罪を構成する（判例）。

### 行為
本罪の「談合」とは、競売・入札の競争に加わる者が互いに通謀し、その中の特定の者を落札者ないし競落者たらしめるため、他の者は一定の価格以下または以上に入札または付値しないことを協定することである（判例）。本罪は抽象的危険犯であり、本罪が成立するためには公の競売または入札において公正な価格を害し又は不正な利益を得る目的で競争者が互に通謀してある特定の者をして契約者たらしめるため、他の者は一定の価格以下または以上に入札しないことを協定するだけで足りるのであり、現にその協定に従って行動したことを必要としない（判例）。

### 目的犯
本罪は公正な価格を害しまたは不正な利益を得る目的を要する目的犯である。
「公正な価格」とは、入札を離れて客観的に測定さるべき価格をいうのではなく、その入札において公正な自由競争が行われたならば成立したであろう落札価格をいう（判例）。
また、「不正な利益」とは競売・入札上の公正な価格を害することによって取得される利益をいう。談合による利益が社会通念上いわゆる「祝儀」の程度を越え不当に高額である場合でなければならない（判例）。